# Spettroscopia di fosforescenza
La spettroscopia di fosforescenza è una tecnica spettroscopica di spettroscopia di emissione che consiste nella misura della fosforescenza di una sostanza.
Dal momento che la fosforescenza è un fenomeno lento, i fosforimetri spesso inviano un impulso di radiazione eccitante e iniziano a registrare dopo 1 ms. In questo modo l'eventuale fluorescenza è terminata e nel buio si osserva solo la fosforescenza.